# Xã Whittemore, Quận Kossuth, Iowa
Xã Whittemore (tiếng Anh: Whittemore Township) là một xã thuộc quận Kossuth, tiểu bang Iowa, Hoa Kỳ. Năm 2010, dân số của xã này là 748 người.